# Le Mariage de Figaro (téléfilm, 1961)
 (août 2015).
Si vous disposez d'ouvrages ou d'articles de référence ou si vous connaissez des sites web de qualité traitant du thème abordé ici, merci de compléter l'article en donnant les références utiles à sa vérifiabilité et en les liant à la section « Notes et références ».
Pour l’article homonyme, voir Le Mariage de Figaro.
Pour plus de détails, voir Fiche technique et Distribution.
Le Mariage de Figaro est un téléfilm français en noir et blanc réalisé par Marcel Bluwal, d'après l’œuvre de Beaumarchais Le Mariage de Figaro. Il a été diffusé en 1961.

## Synopsis
Beaumarchais lui-même résumait sa pièce ainsi : « La plus badine des intrigues. Un grand seigneur espagnol, amoureux d'une jeune fille qu'il veut séduire, et les efforts que cette fiancée, celui qu'elle doit épouser, et la femme du seigneur, réunissent pour faire échouer dans son dessein un maître absolu que son rang, sa fortune et sa prodigalité rendent tout puissant pour l'accomplir » .
Marcel Bluwal considère cette pièce comme à la fois « une pièce comique, baroque, un drame bourgeois, un numéro de chansonniers, une satire sociale, une farce et une très jolie histoire d'amour »

## Fiche technique
- Mise en scène : Marcel Bluwal
- Musique : André Grétry
- Production : Radiodiffusion-télévision française
- Costumes : Anne-Marie Marchand
- Décorateur : Jacques Lys
- Directeur de la photographie : Roger Arrignon

## Distribution
- Jean-Pierre Cassel : Figaro
- Jean Rochefort : le comte Almaviva
- Anouk Ferjac : la comtesse
- Marie-Josée Nat : Chérubin
- Michel Galabru : Bartholo
- Jean-Marie Amato : Basile
- Roger Carel : Brid'Oison
- Marcelle Arnold : Marceline
- Anne Doat : Suzanne
- Laurence Badie : Fanchette
- Paul Gay : Double-Main
- Claude Joseph : Pédrille
- Georges Béver : l'huissier
- Mireille Minato : la jeune bergère
- Philippe Ogouz : Gripe-Soleil
- Henri Virlogeux : Antonio le jardinier

## Évocations
Le tournage de ce téléfilm est évoqué par Jean-Pierre Cassel dans son autobiographie À mes amours.